# Віслікофен
Віслікофен (нім. Wislikofen) — колишня громада  в Швейцарії в кантоні Ааргау, округ Цурцах. 2022 року громади Бад-Цурцах, Бальдінген, Бобікон, Віслікофен, Кайзерштуль, Рекінген, Рітгайм і Рюмікон об'єдналися в громаду Цурцах.

## Географія
Громада розташована на відстані близько 100 км на північний схід від Берна, 31 км на північний схід від Аарау.
Віслікофен має площу 3,8 км², з яких на 10,6% дозволяється будівництво (житлове та будівництво доріг), 53,7% використовуються в сільськогосподарських цілях, 35,8% зайнято лісами, 0% не є продуктивними (річки, льодовики або гори).

## Демографія
2019 року в громаді мешкало 353 особи (+8,3% порівняно з 2010 роком), іноземців було 11%. Густота населення становила 94 осіб/км².
За віковим діапазоном населення розподілялося таким чином: 21,5% — особи молодші 20 років, 56,4% — особи у віці 20—64 років, 22,1% — особи у віці 65 років та старші. Було 145 помешкань (у середньому 2,4 особи в помешканні).
Із загальної кількості 153 працюючих 40 було зайнятих в первинному секторі, 46 — в обробній промисловості, 67 — в галузі послуг.